# SV AWC
Sportvereniging AWC is een Nederlandse amateurvoetbalvereniging uit Wijchen in de gelijknamige gemeente in de provincie Gelderland. De thuiswedstrijden worden op het Sportpark De Wijchert gespeeld.

## Historie
De vereniging werd op 28 april 1932 opgericht onder de naam Eendracht, en later hernoemd naar "Wijchen" toen de club zich aansloot bij de Nederlandse Voetbalbond. In 1945 fuseerde Wijchen met Alverna en werd de naam van de club Alverna Wijchen Combinatie, kortweg: sv AWC. In 1950 werd VV Alverna opnieuw opgericht maar bleef AWC haar naam houden.

## Algemeen
De club bestaat uit tien seniorenteams, één vrouwenteam en eenenveertig junioren- en pupillenteams. De tribune van AWC biedt plaats aan zevenhonderd toeschouwers.
Aan het einde van het seizoen 2017/18 promoveerde AWC naar de Hoofdklasse na het klassekampioenschap in 1C. In het seizoen 2022/23 pakte AWC de eerste periodetitel, waardoor het mocht deelnemen aan de play-offs voor promotie naar de Derde divisie. In de halve finale werd RKAVV verslagen, waarna AWC in de finale op 11 juni 2023 promotie afdwong, door na een 1–1 in eigen huis uit met 0–1 te winnen van VV Baronie.  Hiermee werd het de eerste Wijchense club op dit niveau. In 2024 degradeerde AWC echter weer naar de vierde divisie.
In 1983 en in 2025 won AWC de districtsbeker.

## Standaardelftallen

### Zaterdag
Het standaardelftal in de zaterdagafdeling kwam na de Coronapandemie uit in de Vierde klasse maar degradeerde in 2023 naar de 5e klasse, het laagste niveau in het KNVB-district Oost.

#### Competitieresultaten
| 11 3D |

|  |

|  |

|  |

| -- 4A |

| -- 4A |

| 8 4A |

| 10 4A |

| 9 5A |

| Derde klasse | Vierde klasse | Vijfde klasse |

### Zondag
Het standaardelftal in de zondagafdeling promoveerde in het seizoen 2016/17 weer naar de Hoofdklasse, ook in het seizoen 2014/15 kwam dit elftal in deze klasse uit.

#### Erelijst
winnaar Districtsbeker Oost: 1983, 2025

#### Competitieresultaten 1946–heden
| 1 3I |

| 2 3F |

| 3 3F |

| 4 3E |

| 6 3E |

| 2 3E |

| 6 3D |

| 4 3D |

| 3 3D |

| 6 3D |

| 2 3D |

| 5 3D |

| 9 3D |

| 11 3D |

| 3 3D |

| 1 3D |

| 6 2A |

| 4 2A |

| 9 2A |

| 11 2A |

| 1 3D |

| 12 2B |

| 8 3D |

| 8 3D |

| 6 3D |

| 1 3D |

| 5 2A |

| 10 2A |

| 11 2A |

| 4 2A |

| 2 2A |

| 12 2A |

| 6 3D |

| 3 3D |

| 1 3D |

| 6 2A |

| 3 2A |

| 2 2A |

| 5 2A |

| 8 2A |

| 7 2A |

| 1 2A |

| 8 1D |

| 8 1D |

| 11 1D |

| 7 2A |

| 11 2A |

| 11 3D |

| 1 4E |

| 9 3D |

| 10 3D |

| 4 4E |

| 2 4E |

| 5 4E |

| 2 4E |

| 1 3D |

| 9 2I |

| 8 2I |

| 2 2I |

| 3 1E |

| 11 1E |

| 9 2I |

| 5 2I |

| 10 1E |

| 1 2I |

| 10 1E |

| 4 1E |

| 4 1E |

| 4 1E |

| 14 HB |

| 7 1E |

| 9 1C |

| 1 1C |

| 11 HA |

| -- HB |

| -- HB |

| 8 HB |

| 9 HB |

| 15 B |

| Derde Divisie | Hoofdklasse/4e Divisie | Eerste klasse | Tweede klasse | Derde klasse | Vierde klasse |

In elke staaf van de grafiek staat van boven naar beneden vermeld: 
- Eindnotering

Dit is de positie die de club heeft bereikt in de competitie, zonder eventuele beslissings-, play-off- of nacompetitiewedstrijden die nodig zijn geweest om bijvoorbeeld de kampioen van de competitie te bepalen.
Indien een * achter het getal staat is de notering een tussenstand en kan het zijn dat de notering niet overeenkomt met de uiteindelijke eindstand van de competitie.
Staat er een - dan is het seizoen nog bezig en is er geen definitieve uitslag bekend.
Staat er xx op de positie van de notering, dan heeft de club vroegtijdig de competitie verlaten. Dit kan onder andere komen door terugtrekking van het team, faillissement van de club of door een uitgedeelde straf van de KNVB. In veel gevallen staat elders in het artikel de reden vermeld.
Staat er een ? dan is het resultaat uit het verleden onbekend, en is alleen de competitie of het niveau bekend van dat seizoen.
In de seizoenen 2019/20 en 2020/21 werd wegens de coronacrisis het amateurvoetbal afgebroken. Daardoor kennen deze staven geen eindklassering (middels -- weergegeven).
- Competitieniveau en afdelingsletter of Officiële eindstand Eredivisie
  - Competitieniveau en afdelingsletter

Hierbij geeft het getal het niveau weer, dat ook terug te vinden is in de legenda. De letter is de afdelingsaanduiding en wordt gebruikt wanneer er meer afdelingen zijn op hetzelfde niveau. De afdelingsletter is altijd een hoofdletter en wordt meestal zonder nummer gebruikt.
Voorbeeld: 2F is niveau 2e klasse competitie F.
Het competitieniveau en nummer wordt niet vermeld wanneer er slechts één competitie van dit niveau was.
  - Officiële eindstand Eredivisie (getal staat tussen haakjes vermeld)

Sinds de introductie van play-offwedstrijden voor Europees voetbal na afloop van de reguliere competitie in 2005/06, is de KNVB verplicht een eindstand van de Eredivisie door te geven aan de UEFA aan de hand van deze play-offwedstrijden.
Bij deze eindstand staan clubs die zich hebben gekwalificeerd voor Europees voetbal hoger dan clubs die zich niet wisten te kwalificeren. Indien er geen verschil was tussen de eindnotering en de officiële eindstand, staat dit getal niet vermeld.

- Onderafdeling

Hier staat afgekort de naam van de onderafdeling indien de club in dat jaar in een onderafdeling uitkwam. Tevens staat deze afkorting in de legenda en wordt gelinkt naar het artikel over deze onderafdeling. Deze afkorting wordt alleen vermeld wanneer de club in het verleden in verschillende onderafdelingen heeft gespeeld. Deze vermelding is in de staaf altijd in kleine letters. Deze onderafdelingen zijn na het seizoen 1995/96 afgeschaft. Heeft de club in slechts één onderafdeling gespeeld, dan is dit alleen terug te vinden in de legenda.
Onder de staaf staat het jaartal vermeld waarin het seizoen is afgesloten. 15 verwijst naar het seizoen 2014/15 of eventueel het seizoen 1914/15.
Wanneer een staaf leeg is, zijn deze gegevens niet bekend. Het kan ook zijn dat de club dat seizoen niet heeft meegespeeld op het hogere amateurniveau, vroegtijdig de competitie heeft verlaten of uit de competitie is gezet.

In het seizoen 1944/45 was er wegens de Tweede Wereldoorlog geen regulier competitievoetbal.

## Bekende (oud-)spelers
- Just Berends
- Remko Bicentini
- Floris Burgers (jeugd)
- Hazar Can
- Seteza Dastgir (jeugd)
- Raymond van Driel
- Nicky van de Groes
- Rick Hilgers
- Joep van der Linden
- Daan Paau
- Sam van der Schot (jeugd)
- Hesdey Suart
- Freek Thoone
- Stefan Toonen

## Bekende (oud-)trainers
- Remko Bicentini
- Lodewijk de Kruif
- Freek Thoone

VV Alverna · SV AWC · VV Batavia · SC DIOSA · VV Niftrik · UHC · SC Woezik